# أويا (كيكلاديس)
أويا (Οία) هي مدينة على جزيرة ثيرا في كيكلاديس في اليونان.

## المناخ
يظهر الجدول التالي التغييرات المناخية على مدار السنة لأويا:
| البيانات المناخية لـأويا          | البيانات المناخية لـأويا | البيانات المناخية لـأويا | البيانات المناخية لـأويا | البيانات المناخية لـأويا | البيانات المناخية لـأويا | البيانات المناخية لـأويا | البيانات المناخية لـأويا | البيانات المناخية لـأويا | البيانات المناخية لـأويا | البيانات المناخية لـأويا | البيانات المناخية لـأويا | البيانات المناخية لـأويا | البيانات المناخية لـأويا |
| الشهر                             | يناير                    | فبراير                   | مارس                     | أبريل                    | مايو                     | يونيو                    | يوليو                    | أغسطس                    | سبتمبر                   | أكتوبر                   | نوفمبر                   | ديسمبر                   | المعدل السنوي            |
| --------------------------------- | ------------------------ | ------------------------ | ------------------------ | ------------------------ | ------------------------ | ------------------------ | ------------------------ | ------------------------ | ------------------------ | ------------------------ | ------------------------ | ------------------------ | ------------------------ |
| متوسط درجة الحرارة الكبرى °م (°ف) | 14 (57)                  | 14 (58)                  | 16 (61)                  | 19 (66)                  | 22 (72)                  | 26 (79)                  | 27 (81)                  | 28 (82)                  | 26 (78)                  | 22 (72)                  | 18 (65)                  | 16 (60)                  | 21 (69)                  |
| متوسط درجة الحرارة الصغرى °م (°ف) | 9 (49)                   | 9 (49)                   | 11 (51)                  | 13 (55)                  | 16 (61)                  | 20 (68)                  | 23 (73)                  | 23 (73)                  | 21 (69)                  | 18 (64)                  | 14 (57)                  | 11 (52)                  | 16 (60)                  |
| الهطول مم (إنش)                   | 71 (2.8)                 | 43 (1.7)                 | 41 (1.6)                 | 15 (0.6)                 | 10 (0.4)                 | 0 (0)                    | 0 (0)                    | 0 (0)                    | 51 (2)                   | 100 (4)                  | 200 (8)                  | 280 (11)                 | 811 (32.1)               |
| المصدر:                           |                          |                          |                          |                          |                          |                          |                          |                          |                          |                          |                          |                          |                          |

## معرض الصور

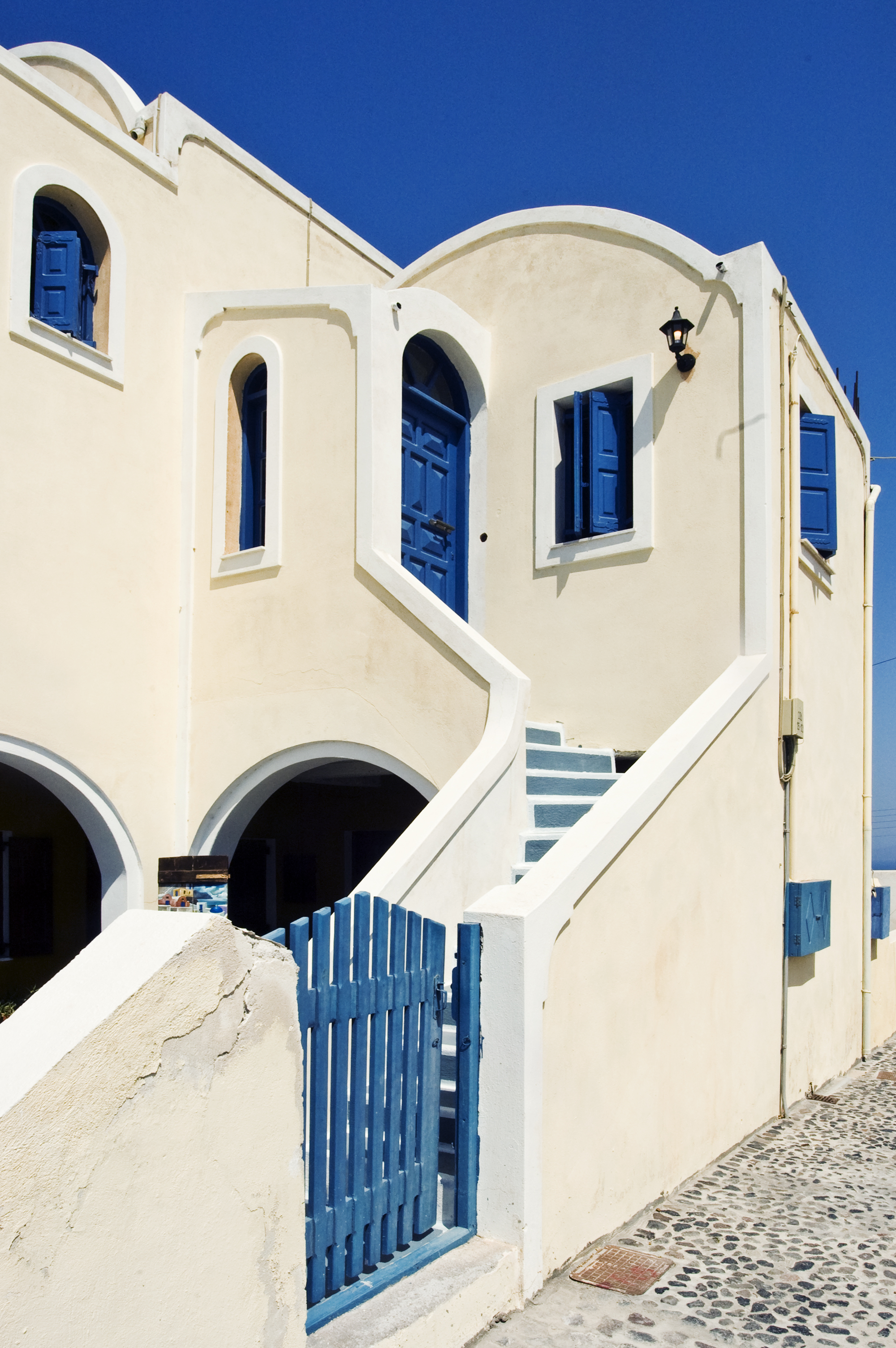
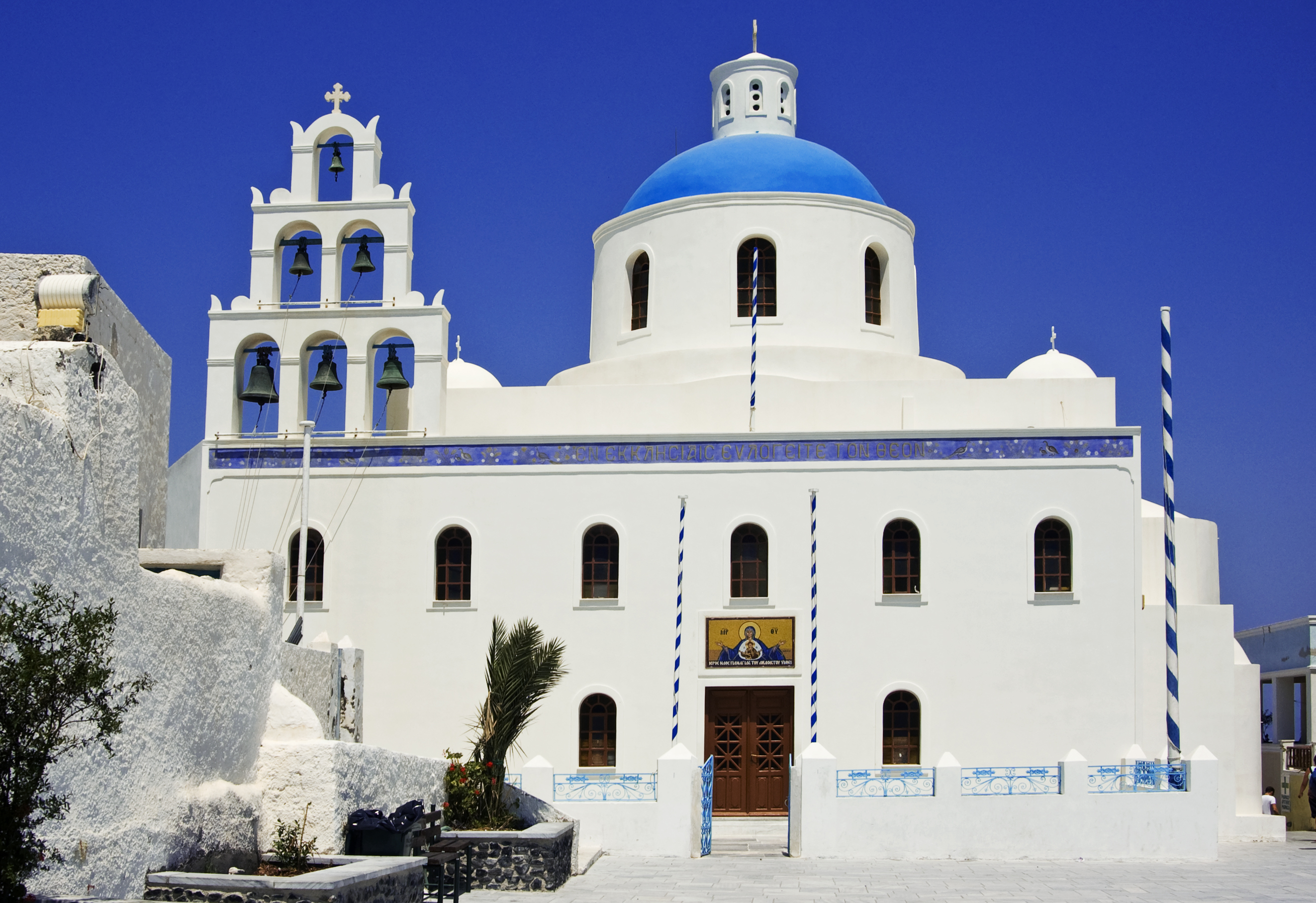
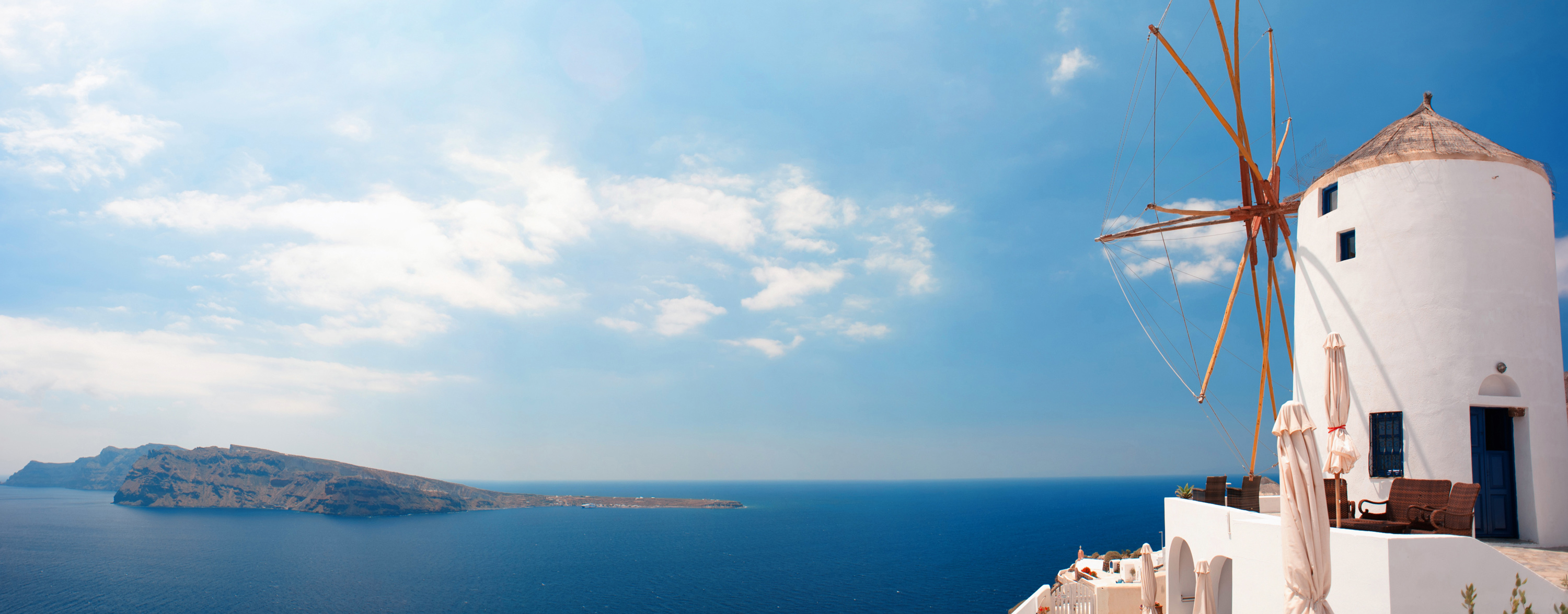
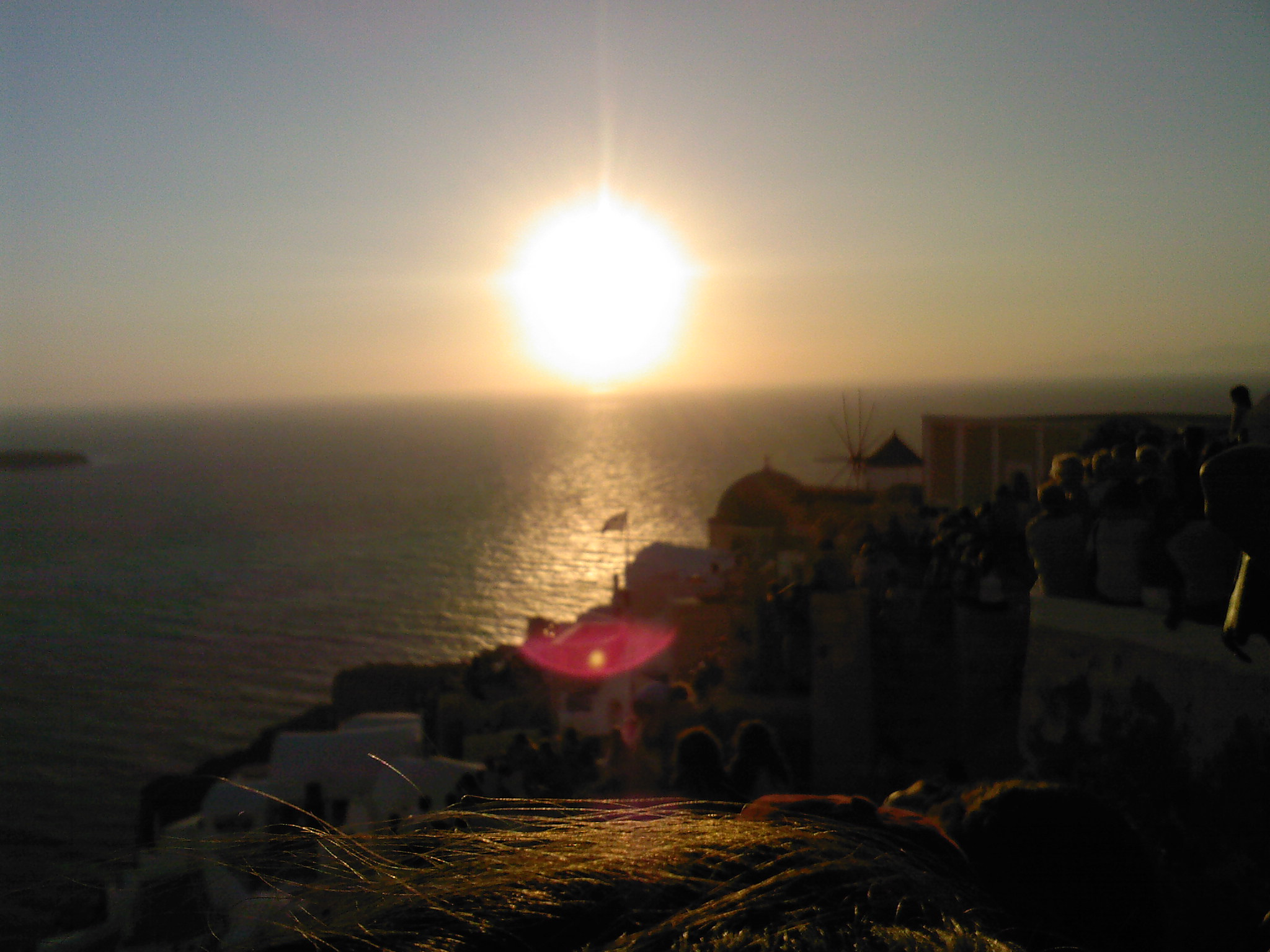
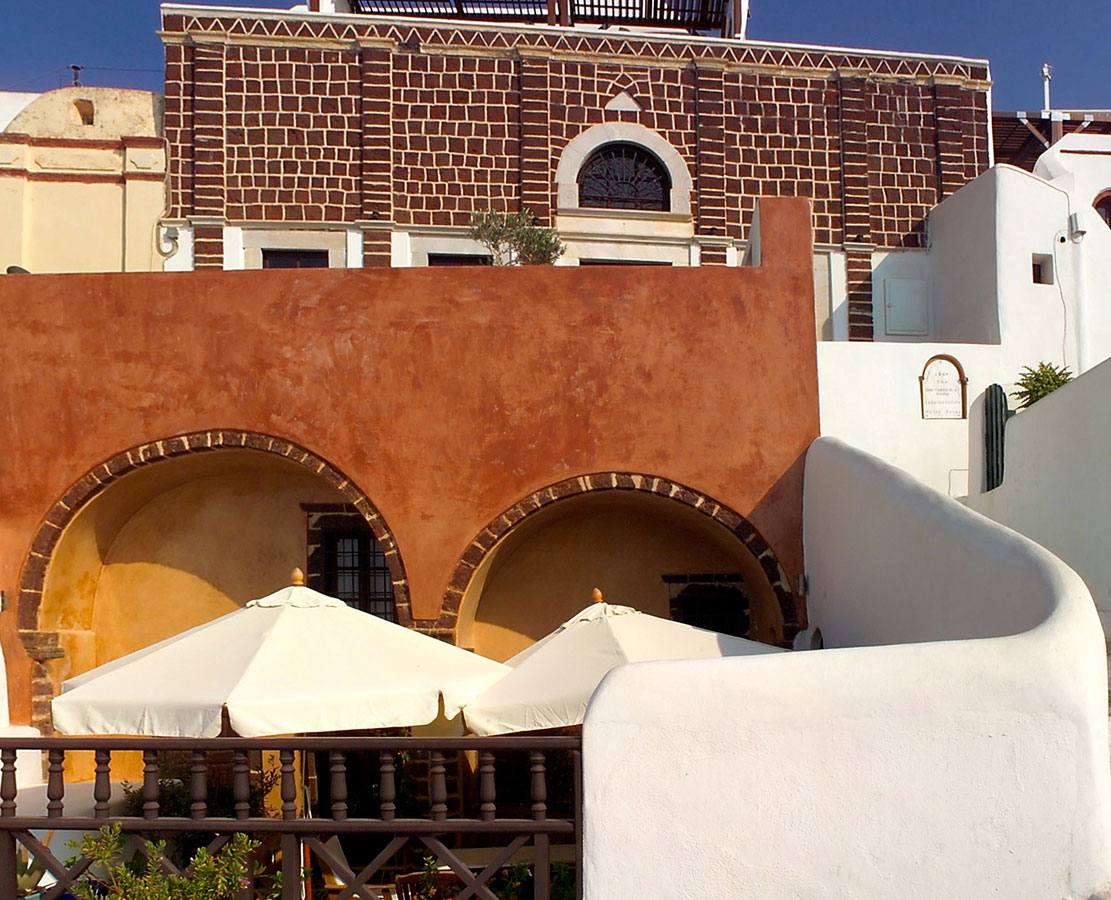
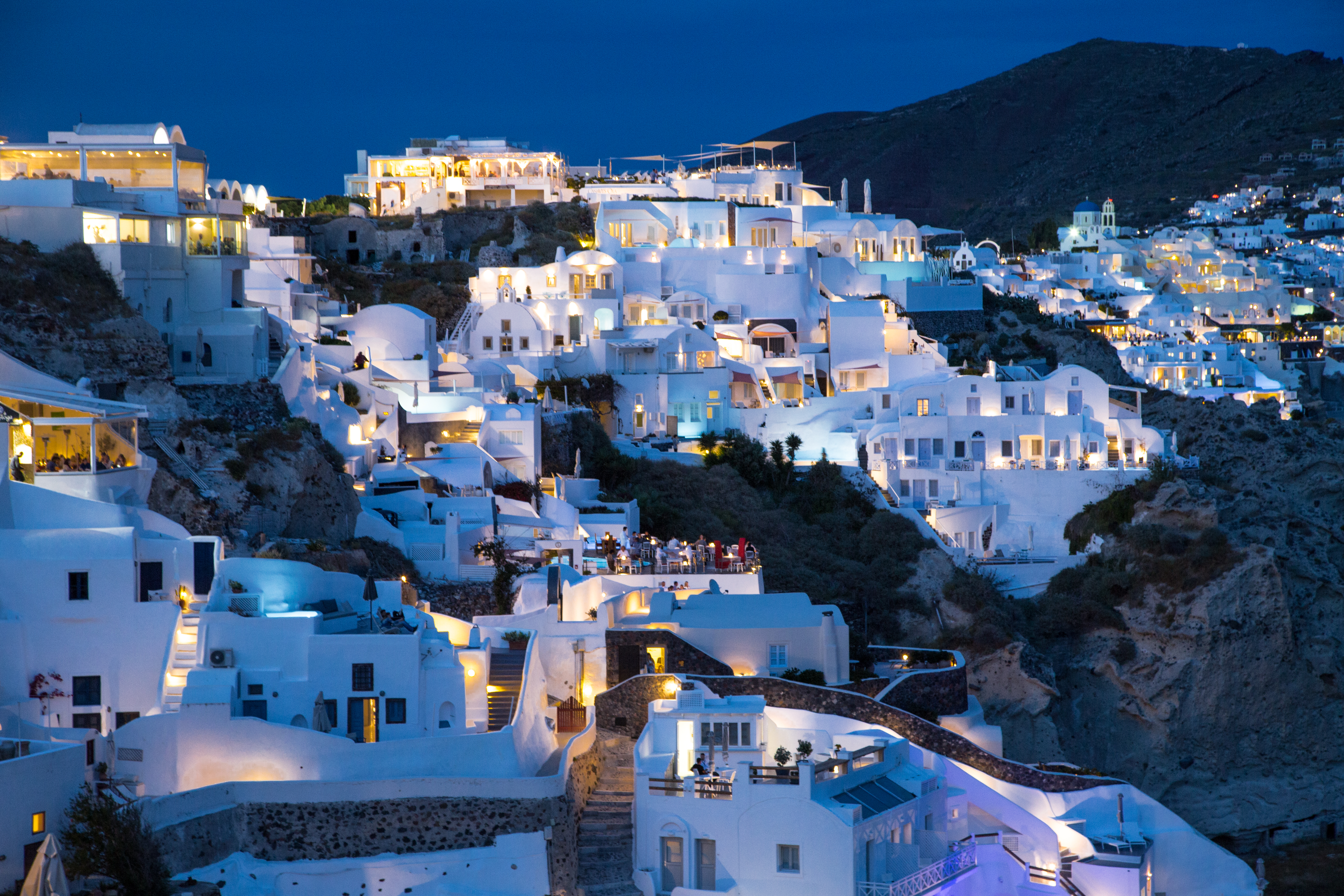
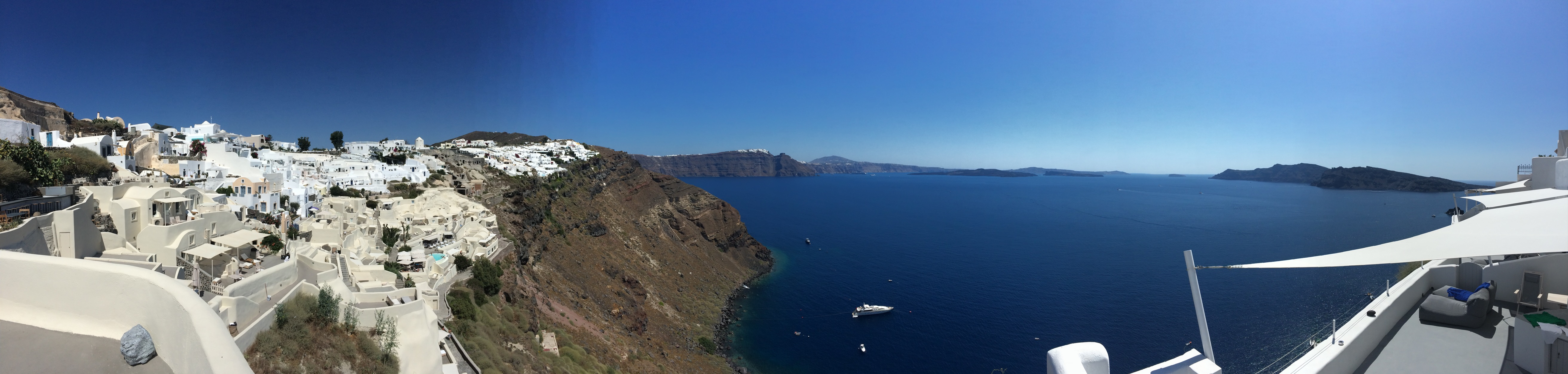